# Аравийская месалина
Аравийская месалина (лат. Mesalina adramitana) — вид ящериц рода афроазиатские ящурки, обитающий на Аравийском полуострове. Длина тела без хвоста не превышает 4,2 см. Встречается в жарких засушливых местообитаниях с каменистым субстратом. Ведёт дневной образ жизни. Питается насекомыми. Самки откладывают по 2—4 яйца.

## Внешний вид
Ящерица мелких размеров со стройным телом длиной до 4,2 см. Хвост примерно в 2 раза длиннее тела. Туловище и голова уплощены. Кончик морды заострённый. Затылочные щитки отсутствуют или редуцированы, не соприкасаясь с межтеменным щитком. Тело сверху покрыто мелкими зернистыми чешуйками, расположенными в 29—37 рядов вокруг середины тела. Брюшные щитки расположены в 10 рядов, 2 из которых меньше по размерам. Конечности относительно короткие и стройные. Чешуи на верхней стороне задних лап гладкие или слегка килеватые. На нижней стороне каждого бедра имеется ряд из 10—14 бедренных пор. Верхняя сторона тела светло-коричневая с продольными рядами тёмных пятен. Иногда имеются также более мелкие светлые пятна.

## Распространение
Эндемик Аравийского полуострова. Встречается в Йемене, Омане, ОАЭ, Саудовской Аравии и Катаре на высоте до 1000 м над уровнем моря.

## Образ жизни
Активна в наиболее жаркое время дня. В это время месалина может нагреваться до 46 °C. Встречается на аридных гравийных равнинах с редкой растительностью, а также на песчаных участках ближе к побережью. Избегает песчаных дюн в пустынях. Быстро бегает. Укрытиями служат растения и небольшие вырытые норки. Питается насекомыми и другими членистоногими. Самки откладывают по 2—4 яйца.

## Природоохранный статус
Как широко распространённый вид, не подверженный серьёзным угрозам отнесён Международным союзом охраны природы к категории «Вызывающие наименьшие опасения».